# Manfred Mücke

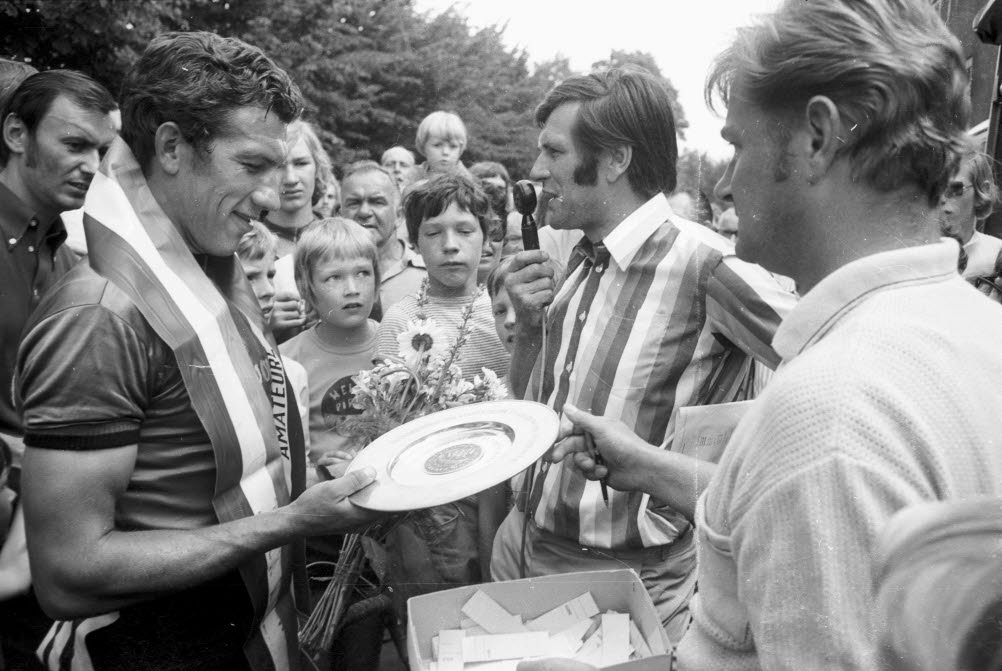
Manfred Mücke (li.) als Sieger des Radrennens Rund um den Kleinen Kiel zur Kieler Woche 1973

Manfred Mücke (* 1944 in Eschweiler) ist ein ehemaliger deutscher Radrennfahrer und nationaler Meister im Radsport.

## Sportliche Laufbahn
Er begann bei der RRG Bremen mit dem Radsport und wechselte später nach Berlin. Mücke wurde 1969 deutscher Vize-Meister im Zweier-Mannschaftsfahren mit seinem Vereinskameraden Michael Becker. Ein Jahr später gewann er die deutsche Meisterschaft im Mannschaftszeitfahren mit Michael Becker, Jürgen Kraft und Hanno Podbielski für den Verein Berliner RC Zugvogel 1901.
1966 wurde er beim Sieg von Burkhard Ebert Zweiter der Berliner Etappenfahrt. Ebenfalls 1966 gewann er die 15. Austragung des Moritz-Fischer-Gedächtnisrennens in Schweinfurt. Für die Nationalmannschaft bestritten er u. a. die Tour de l’Avenir 1967 und wurde dort 38. Mücke gewann in der Rheinland-Pfalz-Rundfahrt 1967 ebenfalls eine Etappe.
1969 gewann er das Sechstagerennen für Amateure in West-Berlin mit Peter Vonhof als Partner.